# Х-акции
Х-акции (англ. H share, кит.: H股; также известны как 恒生中國企業指數, Hang Seng China Enterprises Index — китайский индекс предприятий Хан Сэн) относится к акциям компаний, которые зарегистрированы в материковом Китае, продающихся на Гонконгской фондовой бирже. Многие компании выставляют свои акции одновременно на Гонконгской фондовой бирже и на одной из двух (Шанхайской или Шэньчжэньской) китайских материковых бирж.
Огромное расхождение цен Х-акций и А-акций одной и той же компании — нераспространенное явление. А-акции обычно продаются c премией по сравнению с Х-акциями, так как Правительство КНР ограничивает материковых китайцев от инвестирования за границу, а иностранцев — от инвестирования в рынки А-акций в материковом Китае.